# Fran Carnicer
Francisco José Carnicer Magán, (Linares, Jaén, España, 30 de marzo de 1991), conocido como Fran Carnicer es un futbolista español que forma parte del Linares Deportivo de la Primera División RFEF.

## Carrera deportiva
El futbolista se formó en el club santana de linares para después integrarse en los juveniles del Polideportivo Ejido. Debutó en segunda división b con el Real Jaén, donde jugó cuatro temporadas. En 2013 llega a un acuerdo para fichar por el Osasuna de Pamplona para jugar las dos próximas campañas, con opción a otra más.
El centrocampista milita en el filial de Segunda B, aunque se ejercitará con el conjunto de Primera División con posibilidad de actuar en la primera plantilla. Pero al año siguiente el jugador firma con la La Hoya Lorca Club de Fútbol donde realiza una gran temporada, que acabó segundo del Grupo IV de Segunda B y que cayó en las semifinales del playoff de ascenso a Segunda contra L'Hospitalet. Con el equipo murciano, el jugador disputó 36 encuentros.
Tras su paso por uno de los equipos revelación de la Segunda B, en 2014 el centrocampista andaluz ficha por el C. D. Mirandés.
En la temporada 2016-17 fichó por el Albacete Balompié
Después de estar cedido una temporada en el Real Murcia C. F., firma por la S. D. Ponferradina en julio de 2018.
En 2019, se convierte en jugador del Linares Deportivo donde jugaría durante tres temporadas, logrando dos ascensos consecutivos desde Tercera División hasta la Primera División RFEF donde en la temporada 2020-21 jugó 36 partidos y marcó seis goles.
El 21 de junio de 2022, firma por el CD Eldense de la Primera División RFEF.